# 抬头遗址
抬头遗址，位于山东省临沂市沂水县富官庄乡抬头村，是中华人民共和国山东省文物保护单位之一。
2006年12月7日，授予山东省文物保护单位，是一座古遗址。